# Балан, Марика Георгиевна
Марика Георгиевна Балан (рум. Marica Bălan; 1 апреля 1936 — 21 февраля 2014) — советская и молдавская актриса театра и кино.

## Биография
Родилась в бессарабском селе Дмитровка Измаильского уезда (в то время Румыния; ныне Килийский район Одесской области, Украина). В 1955—1960 годах училась в Театральном училище им. Бориса Щукина.
В 1960—1970 годах играла в Московском театре «Ромэн», а в 1970—1976 годах служила актрисой «Современник», играла роль Цыганки в спектакле «Эшелон».
В 1978 году вернулась в Молдавию. В 1977—1981 годах была актрисой Театра-студии киноактера киностудии «Молдова-фильм». В 1985—1990 годах работала актрисой театра «Лучафэрул». В 1990 году создала театр одного актёра «Моно». В кино дебютировала в 1966 году в роли Василуцы в фильме «Горькие зёрна». В 2011 году о жизни и творчестве актрисы снят документальный фильм «Марика Балан» (реж. Мирча Сурду).
В конце 1990-х годов ушла на пенсию, последние годы жила в доме престарелых в Кочиерах, где умерла 21 февраля 2014 года.

### Семья
Была первой женой писателя Фридриха Горенштейна.

## Фильмография
- 1966 — Горькие зёрна (Gustul pinii; Молдова-фильм) — Василуца
- 1969 — Свадьба во дворце — режиссёр телевидения
- 1972 — Последний гайдук — Мария
- 1973 — Мосты — Ирина
- 1974 — Долгота дня — секретарша (нет в титрах)
- 1974 — Мужчины седеют рано — Илеана (дублировала Валентина Пугачёва)
- 1974 — Осенние грозы — эпизод
- 1977 — Кто — кого (Сувенирные киоски; Молдова-фильм) — Пэуна
- 1978 — Агент секретной службы (Молдова-фильм) — крестьянка
- 1983 — Вам телеграмма — Марья Павловна
- 1984 — Тревожный рассвет — эпизод
- 1988 — Радости земные — тётя Лиля